# یوسینه کولین
یوسینه کولین (هلندی: Josine Koning؛ زادهٔ ۲ سپتامبر ۱۹۹۵) بازیکن هاکی روی چمن اهل هلند است.